# Jonny (fotbollsspelare)
Jonathan Castro Otto, född 3 mars 1994, mer känd som Jonny, är en spansk fotbollsspelare som spelar för Wolverhampton Wanderers.

## Klubbkarriär
Den 25 juli 2018 värvades Jonny av Atlético Madrid, där han skrev på ett sexårskontrakt och direkt blev utlånad till Wolverhampton Wanderers på ett låneavtal över säsongen 2018/2019. Den 31 januari 2019 värvades Jonny av Wolverhampton Wanderers, där han skrev på ett 4,5-årskontrakt.

## Landslagskarriär
Jonny debuterade för Spaniens landslag den 11 oktober 2018 i en 4–1-vinst över Wales, där han blev inbytt i den 63:e minuten mot César Azpilicueta.